# Microdon instabilis
Microdon instabilis är en tvåvingeart som beskrevs av Christian Rudolph Wilhelm Wiedemann 1830. Microdon instabilis ingår i släktet myrblomflugor, och familjen blomflugor. Inga underarter finns listade i Catalogue of Life.